# Dyson Sphere Program
O Dyson Sphere Program é um jogo de simulação de fábrica desenvolvido pela Youthcat Studio lançado para o Microsoft Windows em janeiro de 2021 com acesso antecipado.

## Gameplay
O Dyson Sphere Program ocorre na ficção científica futurista, onde uma sociedade existe principalmente em um espaço de computador virtual, o que exige uma grande quantidade de poder e capacidade computacional. Para expandir isso, eles enviaram um de seus membros, o personagem do jogador, para o universo real para construir uma esfera de Dyson de recursos em um aglomerado de estrelas próximo que fornecerá esse poder.
O jogo gera um aglomerado de estrelas aleatório que inclui estrelas e seus planetas e luas em órbita com vários recursos baseados no tipo de bioma no início de um novo jogo e designa um planeta com os recursos mais fundamentais para o jogador começar. O jogador, controlando um traje mecanizado, pode reunir recursos como ferro, cobre e petróleo; construir componentes fundamentais, como placas de aço, engrenagens e circuitos eletrônicos; e, em seguida, combine-os em estruturas de construção que incluem fábricas de montagem, sistemas de transporte e dispositivos elétricos. O jogador pode começar a construir fábricas que podem gerar esses itens automaticamente, certificando-se de que a fábrica tenha energia e recursos suficientes para continuar funcionando automaticamente. Os produtos também são usados para avançar na pesquisa de novas tecnologias que expandem a gama de componentes e edifícios que podem ser feitos, bem como as capacidades do traje mecanizado, que também deve ser mantido alimentado para continuar a expandir a produção. Eventualmente, eles permitem que o jogador deixe o planeta inicial e comece a desenvolver fábricas para coletar mais recursos exóticos de outros planetas que podem então ser transportados através do sistema estelar, levando ao local onde os componentes da esfera de Dyson são construídos e lançados em seu alvo órbita.

## Desenvolvimento
O Dyson Sphere Program foi desenvolvido pela equipe de cinco membros do Youthcat Studio, localizado em Chongqing, China. O estúdio foi fundado por Mao Mao, um graduado da Chongqing University e Zhou Xun, que já trabalhava na indústria de jogos. Os dois haviam se conhecido anteriormente e compartilhavam o interesse pela ficção científica. Eles foram inspirados no jogo 4x baseado no espaço Stellaris, que incluía a construção de esferas de Dyson como parte de sua jogabilidade, e pensaram em um conceito de jogo de construir uma esfera de Dyson peça por peça. Quando o filme The Wandering Earth foi lançado no início de 2019, os dois decidiram que era o momento certo para começar o desenvolvimento sério deste conceito de jogo. Eles passaram vários meses fazendo um protótipo do conceito antes de se comprometerem com o desenvolvimento de jogos em tempo integral. Xun deixou seu emprego para formar o Youthcat Studio com Mao Mao, e eles contrataram três desenvolvedores adicionais para ajudar. O projeto foi financiado com as próprias economias de Xun, dando a eles uma janela máxima de dois anos para preparar o jogo para um estado de lançamento. Perto de meados de 2020, quando se aproximavam do final desse período de dois anos, eles se encontraram com a Gamera Game, uma editora chinesa que apoia o desenvolvimento de jogos independentes. Gamera ajudou Youthcat com o planejamento de um lançamento internacional do título e com a contratação de dubladores que estiveram em The Wandering Earth para atuar para o jogo.
O jogo foi lançado com acesso antecipado em 21 de janeiro de 2021. Youthcat Studio disse que sua intenção era ter cerca de um ano de desenvolvimento no período de acesso antecipado antes de considerar o jogo completo. Os recursos planejados incluem a adição de combate contra hostis em vários planetas e a capacidade de personalizar o traje mecanizado. 

## Recepção
Quatro dias depois de ir ao ar com acesso antecipado no Steam e WeGame, Youthcat relatou que tinha vendido mais de 200.000 cópias, e mais de 350.000 na primeira semana. Foi o jogo mais vendido no Steam na semana de sua estreia. Rock Paper Shotgun notou que os aspectos de fábrica do jogo seguem muitas dicas de Factorio.